# Mycomya hansoni
Mycomya hansoni är en tvåvingeart som beskrevs av Coher 1950. Mycomya hansoni ingår i släktet Mycomya och familjen svampmyggor. Inga underarter finns listade i Catalogue of Life.